# Рощино (Тюменская область)
Рощино — упразднённый посёлок находившаяся в подчинении Калининского административного округа городского округа город Тюмень Тюменской области. В 2013 году включен в состав города и исключен из учётных данных.

## История
В 1924 году на месте заимок Ново-Троицкого монастыря и Подаруевская было организовано учебное хозяйство сельскохозяйственного техникума. По данным на 1926 год учхоз Ульяновка состоял из 9 хозяйств. В административном отношении входил в состав Утяшевского сельсовета Тюменского района Тюменского округа Уральской области.
В 1959 году учхоз был передан сельскохозяйственной академии.

## Население
| 1989 | 2002  | 2010  |
| ---- | ----- | ----- |
| 2622 | ↘1073 | ↗1184 |

По данным переписи 1926 года в учхозе проживало 28 человек (16 мужчин и 12 женщин), в том числе: русские составляли 82 % населения, татары — 11 %.